# Dubijiwka (przystanek kolejowy)
Dubijiwka (ukr. Дубіївка) – przystanek kolejowy w miejscowości Dubijiwka, w rejonie szepetowskim, w obwodzie chmielnickim, na Ukrainie. Położony jest na linii Kalinkowicze – Szepetówka.